# Jacopo Belgrado

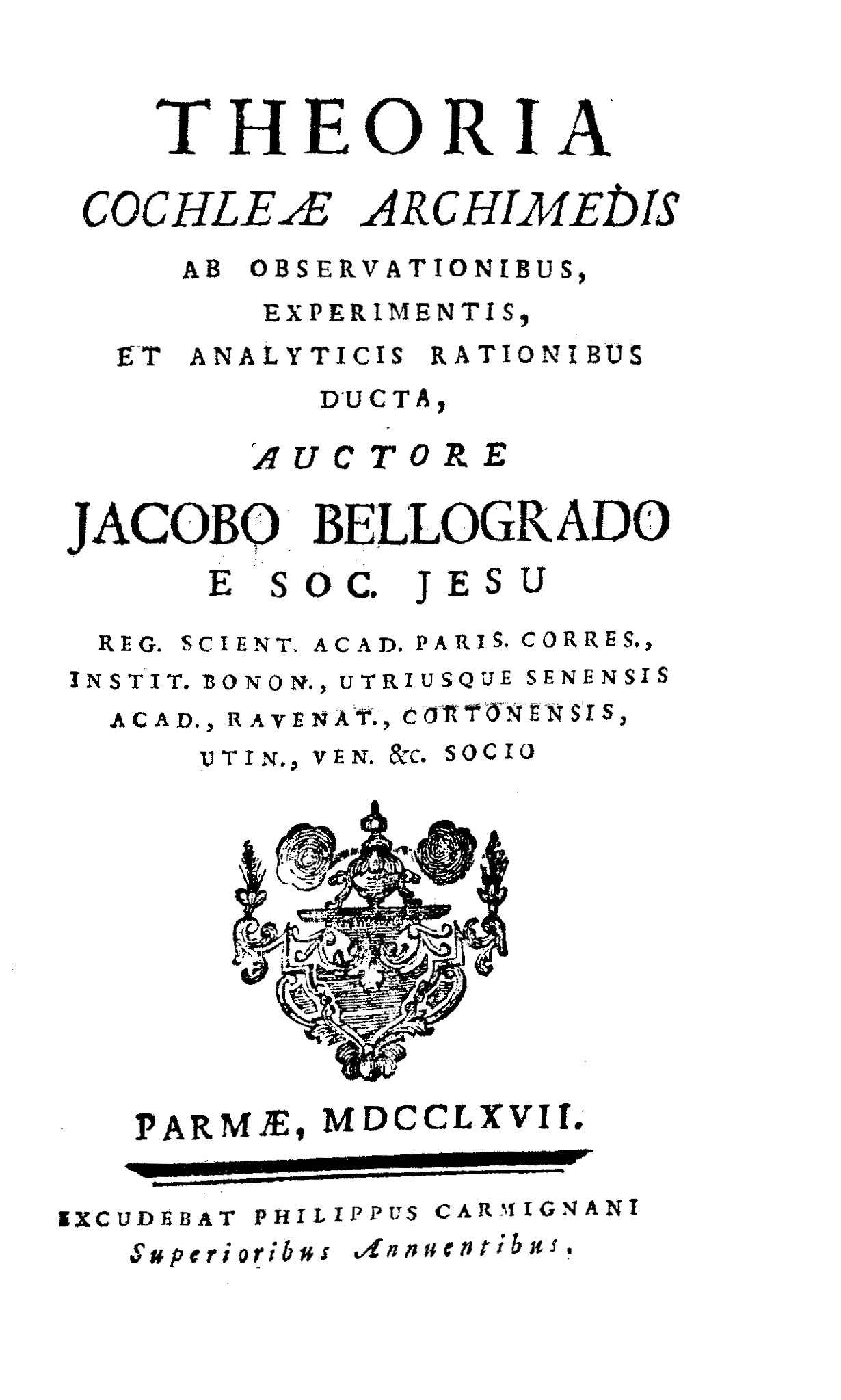
Theoria cochleae Archimedis, 1767

Jacopo Belgrado, chiamato a volte Jacopo da Belgrado (Udine, 16 novembre 1704 – Udine, 26 marzo 1789), è stato un matematico, fisico, astronomo e gesuita italiano.

## Biografia

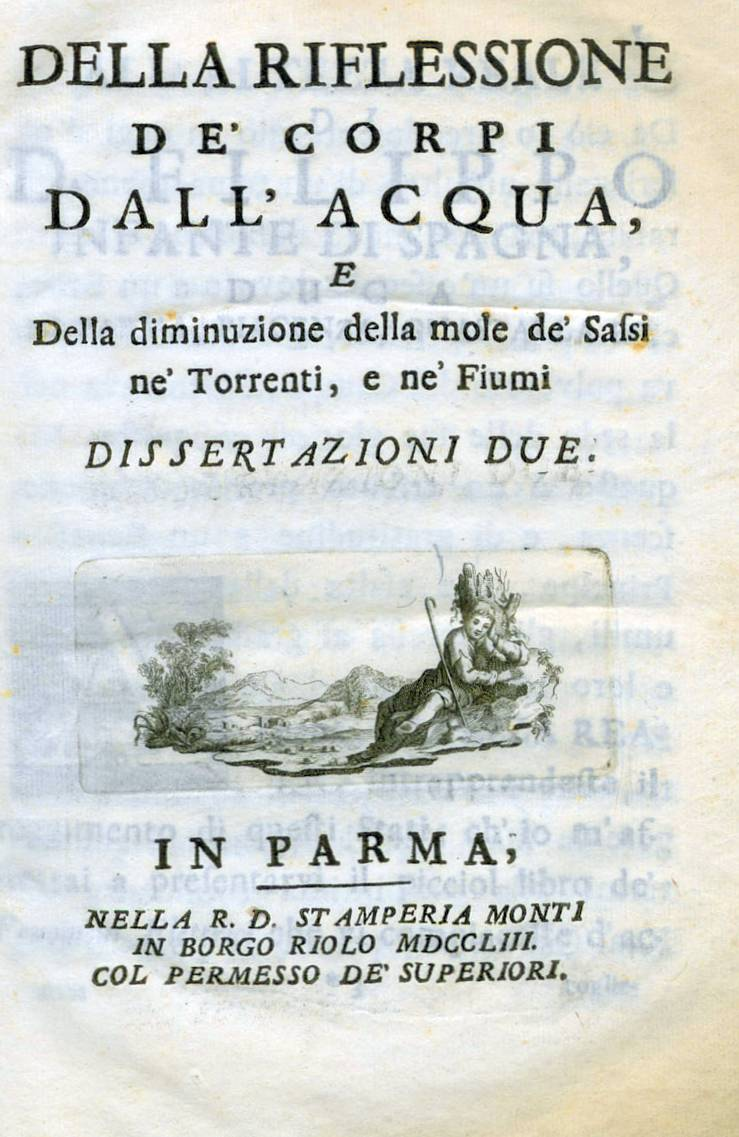
Della riflessione de' corpi dall'acqua, 1753

Nato nel 1704 da famiglia nobile, dopo aver terminato gli studi ginnasiali entrò nei gesuiti. Studiò matematica a Bologna ma era intenzionato ad intraprendere una carriera letteraria piuttosto che scientifica. Insegnò per cinque anni materie letterarie a Venezia, poi intorno al 1735 andò a Parma per studiare teologia. Nella città ducale scrisse sonetti, epigrammi, canzoni pindariche e anche un breve trattato di fisiologia del sistema nervoso.
Quando si formò la colonia parmense dell'Accademia dell'Arcadia Belgrado fu invitato a farne parte. Il conte Stefano Sanvitale mise a disposizione il suo teatro come sala delle adunanze. Come membro dell'accademia Belgrado assunse il nome d'arte Damageto Cripteo. Si sentì in dovere di comporre alcune poesie, ma, come confidò ad alcuni amici, andava alle riunioni più per coltivare amicizie che per un reale interesse accademico.
Terminati gli studi di teologia i suoi superiori gli affidarono l'insegnamento della matematica nello Studium Parmense, precursore dell'attuale Università di Parma. Padre Belgrado, così era chiamato a Parma, intendeva onorare l'incarico e si procurò i migliori testi di fisica e matematica, curando in particolare l'analisi. Entrò in corrispondenza con diversi matematici e cercò di formare attorno a sé una équipe di studiosi. Il primo a raccogliere l'invito fu Vincenzo Riccati, un suo confratello gesuita, che prima alloggiò in una stanza vicino al Collegio dei Nobili, poi chiese di passare al Collegio di San Rocco, dove risiedeva il Belgrado, per meglio discutere con lui di matematica.
Si aggiunsero poi due ingegneri parmigiani, Stefano Droghi (1711-1797) e Pietro Ballarini, che costruirono per lui molti strumenti e attrezzature per l'insegnamento della fisica, alcuni conservati tuttora. Nella sua opera Fenomeni elettrici del 1749, una delle prime opere in Italia sull'elettricità, pubblicata poco dopo la scoperta della bottiglia di Leida, Belgrado scrive: «La mia macchina elettrica è lavorata con ottimo gusto e delicato artificio... Ciò devesi all'ingegnosissimo signor Stefano Droghi, gentiluomo parmigiano, destrissimo non solo nell'eseguire e perfezionare le altrui macchine, ma altresì in ritrovarne di nuove e promuovere la fisica sperimentale».
Nella successiva opera De Phialis vitreis ex minimi silicis casu dissilientibus (uno studio sulle lacrime di Batavia) Belgrado ringrazia Droghi e Ballerini per aver costruito macchine per studiare i gravi, per la realizzazione di una pompa composita simile a quelle inventate da Leopoldo I per l'estinzione di incendi, e per la costruzione di un pirometro del tipo Musschenbroek.
Nel 1750 padre Belgrado fu nominato matematico di corte dal duca Filippo e guida spirituale del duca e poi della duchessa Elisabetta. Fu esentato dall'insegnamento, ad eccezione di quello per il figlio del duca, Ferdinando, per il quale scrisse un libro di matematica.
L'occasione per fondare la specola di Parma gli si presentò probabilmente poco dopo il 1750, quando tornò nella sua città natale Giuseppe Bolsi Marchesi, attivo per 40 anni a Bologna come astronomo assieme a Eustachio Manfredi. Stabilì la specola in una torre del Collegio di San Rocco (attualmente la sede centrale dell'Università) alta circa 30 metri. Venne inaugurata nel 1757 in occasione di un'eclissi di Luna. Gli ingegneri Droghi e Ballarini vi costruirono un quadrante astronomico e due anni dopo determinarono il meridiano di Parma. Molti anni dopo la Gazzetta di Parma scriverà che la posizione geografica di Parma fu determinata per la prima volta con esattezza nel 1761 da padre Jacopo Belgrado, che diede i valori di 44° 44' 50" in latitudine e di 27° 35' 00" in longitudine a partire dall'isola di El Hierro nelle isole Canarie, usata allora come riferimento per il calcolo delle longitudini. In seguito i perfezionamenti degli strumenti di misura permisero di ottenere una maggiore precisione.
Padre Belgrado fu matematico di corte fino al 1763. I suoi rapporti col potente ministro du Tillot, inizialmente buoni, si guastarono quando nel 1758 convinse il duca a non promulgare un provvedimento del du Tillot in materia di tasse sui beni ecclesiastici. Nel 1763 fu licenziato dai suoi incarichi, proprio quando la sua fama di matematico stava crescendo. Un suo libro di didattica dell'Analisi in due volumi (editi nel 1761 e 1762) gli valse i complimenti di D'Alembert, Lalande e altri scienziati.
Nel 1762 la Reale Accademia delle Scienze di Parigi lo nominò membro corrispondente. Fu aggregato a diverse accademie italiane tra cui l'Accademia dei Fisiocritici di Siena.

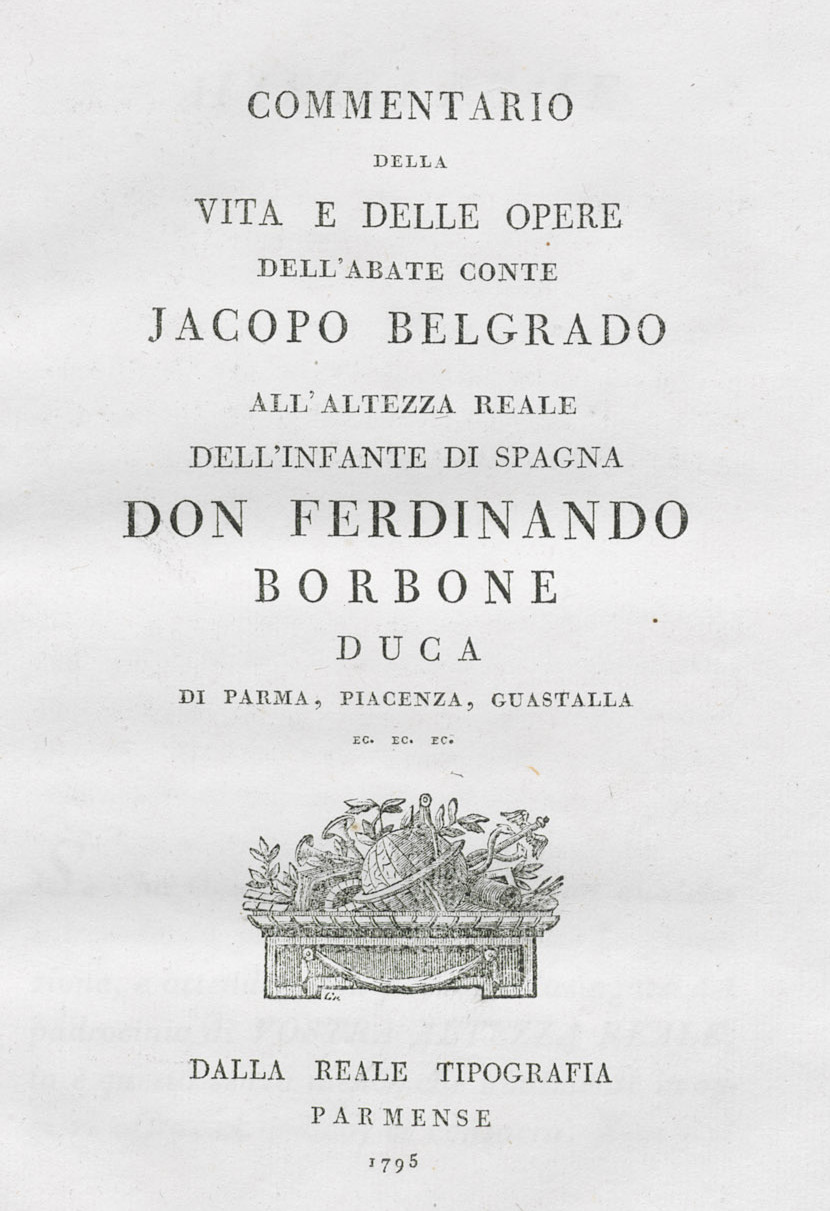
Carlo Belgrado, Commentario della vita e delle opere dell'abate conte Jacopo Belgrado, 1795

Il clima politico di Parma stava però cambiando rapidamente. Il partito antigesuita, sostenuto dal ministro du Tillot, si rafforzava; un'epidemia di vaiolo non risparmiò la casa ducale, portandosi via prima la duchessa Elisabetta, poi il duca e infine una loro figlia. Il futuro duca Ferdinando si salvò grazie ad una tecnica rischiosa ma che si dimostrò efficace: l'inoculazione di un siero con materiale proveniente da vaiolo umano.
La notte dell'8 febbraio 1768 la polizia ducale circondò i collegi dei gesuiti in tutto lo Stato; i padri furono svegliati e poi caricati su carrozze che li portarono nello Stato Pontificio, senza permettere loro di portare con sé effetti personali. Nel Collegio di San Rocco furono prelevati 32 padri e 13 frati, tra di essi padre Belgrado. I beni dei gesuiti, tra cui la biblioteca di padre Belgrado di 717 libri, furono interamente confiscati.
Belgrado andò a Bologna al Collegio gesuita di Santa Lucia, dove in dicembre del 1769 fu nominato rettore. Anche a Bologna però i gesuiti vennero perseguitati e Belgrado fu costretto a rifugiarsi a Modena. Vi rimase per poco tempo e lì apprese la notizia della soppressione dell'Ordine della Compagnia di Gesù da parte di papa Clemente XIV. Lasciò Modena per raggiungere Udine, fermandosi per qualche tempo a Padova. A Udine fu ospitato da parenti e vi passò gli ultimi anni educando i nipoti e scrivendo alcune opere religiose.
Il 25 agosto 1777 il duca di Parma Ferdinando gli conferì il titolo di conte, che venne riconosciuto anche dal senato veneto. Fu nominato anche membro dell'Accademia delle Scienze, lettere e arti di Padova.
Morì a Udine all'età di 85 anni mentre stava scrivendo l'opera Dell'eternità di Dio e de' beati in Cielo.

## Opere
- (LA) De vita beati Torelli Puppiensis commentarius, Patavii, typis Seminarii, 1745.
- (LA) De corporibus elasticis, Parma, 1747.
- I fenomeni elettrici, 1749.
- De phialis vitreis ex minimi silicis casu dissilientibus
- Della riflessione de' corpi dall'acqua, Parma, Monti, 1753.
- Dell'azione del caso nelle invenzioni, Padova, Tipografia del Seminario, 1757.
- De analyseos vulgaris usu in re physica, 1761–62.
- Delle sensazioni del calore e del freddo, Parma, Tipografia del Seminario, 1764.
- (LA) Theoria cochleae Archimedis ab observationibus, experimentis, et analyticis rationibus ducta, Parma, Filippo Carmignani, 1767.
- Dell'esistenza di Dio da' teoremi geometrici, 1777.